# Tomás Cipriano de Mosquera
Tomás Cipriano Ignacio María de Mosquera-Figueroa y Arboleda-Salazar (26 tháng 9 năm 1798 – 7 tháng 10 năm 1878) là một tướng quân và nhân vật chính trị của Colombia. Ông là tổng thống của Colombia bốn lần. Lần đầu tiên là tổng thống của Cộng hòa New Granada từ năm 1845 đến 1849. Trong cuộc Nội chiến ở Colombia năm 1860, ông1862, ông đã lãnh đạo các lực lượng tự do trong một cuộc nội chiến chống lại phe phái bảo thủ. Sau khi phe tự do giành chiến thắng, một hiến pháp liên bang mới, đã được thực hiện, thành lập một nhiệm kỳ tổng thống hai năm và quốc gia đổi tên thành Hoa Kỳ Colombia. Mosquera từng phục vụ hai lần với tư cách là chủ tịch của chính phủ mới. Từ 1861 đến 1862, ông phục vụ theo cách không bầu cử, tạm thời, trong khi hiến pháp được viết. Từ 1862 đến 1864, ông phục vụ theo cách thức được bầu. Ông có nhiệm kỳ thứ tư từ 1866 đến 1867. Do những cải cách tự do được thực hiện dưới sự lãnh đạo của ông, ông được coi là một trong những người quan trọng nhất trong lịch sử Colombia của thế kỷ 19.
Do vết thương trên khuôn mặt lớn nhận được trong trận chiến năm 1824, anh ta yêu cầu sử dụng chân giả kim loại trong hàm. Điều này ảnh hưởng đến khả năng nói của anh ta, được đánh dấu bằng âm thanh thổi và huýt sáo. Kết quả là, Mosquera bị một số nhà phê bình đương đại của ông gọi là "Mascachochas" (Gaga-chew).